# Skedand
Skedand (Spatula clypeata) är en simand med stort utbredningsområde på norra halvklotet. Merparten är flyttfåglar som övervintrar i subtropiska och tropiska områden. Den utmärker sig på sin stora breda näbb, som också gett den dess namn. Skedanden förekommer i öppen, näringsrik våtmark. Utanför häckningsperioden tenderar den att bilda mindre flockar eller uppträda i par. Den födosöker genom att "beta" vattenvegetation, ofta genom att svänga näbben från sida till sida, men äter även blötdjur och insekter under häckningsperioden. Den har ett mycket stort globalt utbredningsområdet och kategoriseras inte som hotad. 

## Utseende och läte
Skedanden är en medelstor and med en längd på 44–52 centimeter och vingspann på 73–82 centimeter. Den har en kort hals och en iögonfallande stor och platt näbb, som ger den ett framtungt intryck både simmande och i flykten. Benen är orangefärgade, den har en grön vingspegel och dess vingundersidor är ljust gråvita med en mörk bakkant.
Den adulta hanen i praktdräkt har stålgrå näbb, mörkgrönt huvud som kan se svart ut på håll, gult öga, vitt bröst och rygg, rödbruna kroppsidor och buk, svart stjärt och handpennor och klarblå övre armtäckare.
Honan, som på avstånd kan påminna om en gräsand, är vattrad i beige och brunt och ger ett ganska ljust intryck. De flesta fjädrar är dock mörkt bruna men har en ljusbeige bräm. Honan har grå övre armtäckare. Den har ett ljust ansikte med en mörkare hjässa och ett mörkt ögonstreck och mörka ögon. Kanterna på dess stora näbb är orange medan ovan och undersidan är grå. Juvenilen påminner om honorna men är betydligt mörkare i en kastanjebrun färg.
Den är en förhållandevis tyst fågel. Hanen har ett knackande lockläte "tok-tok...tok-tok" och honan har ett gräsandsliknande kvackande.

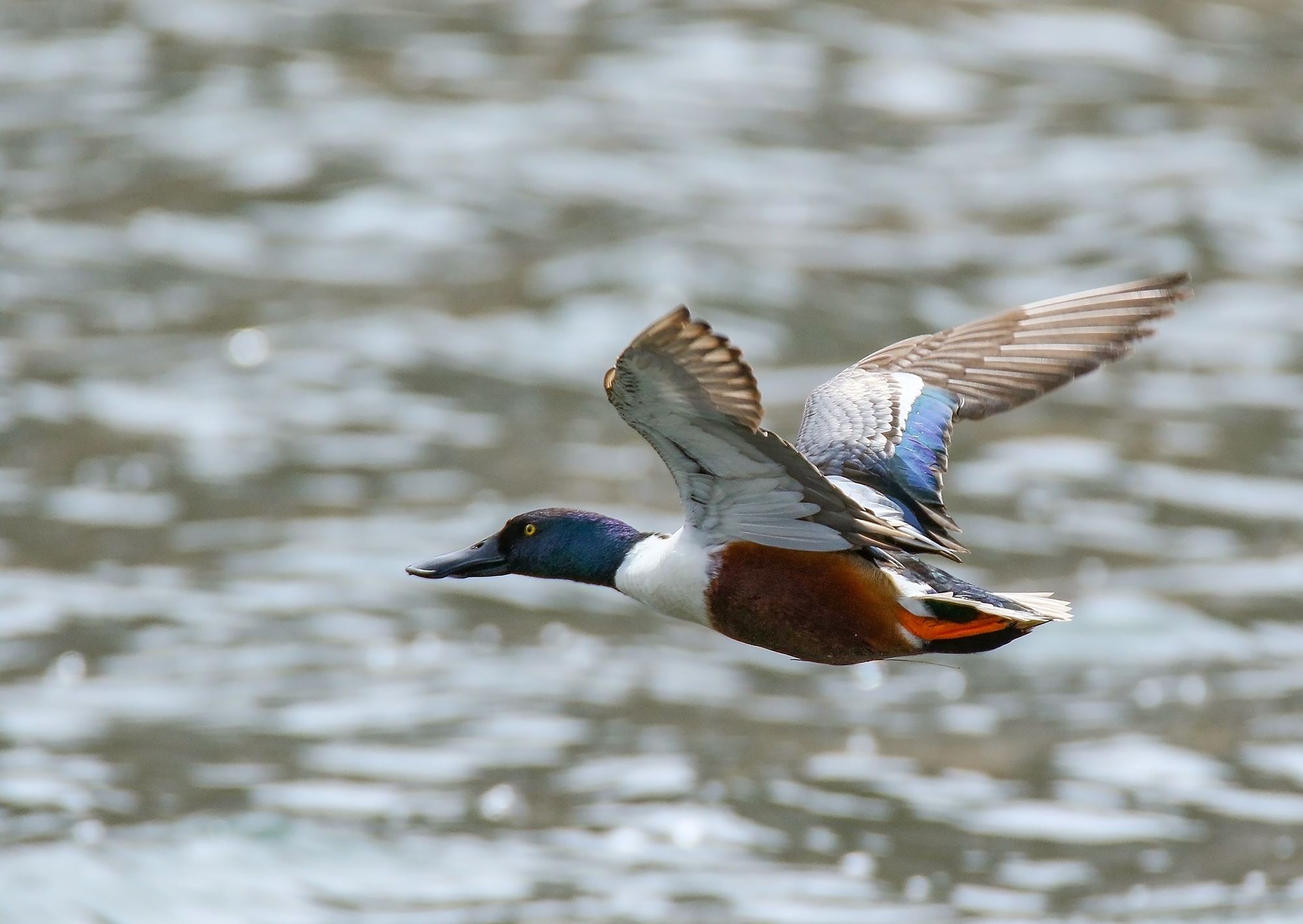
Adult hane.
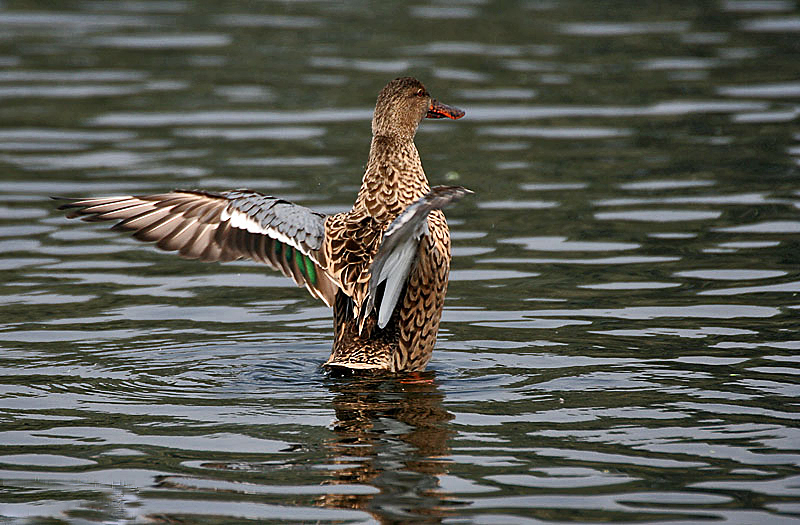
Adult hona.

## Systematik och utbredning

### Utbredning
Skedanden häckar i de norra områdena av Europa och Asien, och över merparten av Nordamerika. Merparten av populationen är flyttfåglar och överger de nordligare häckningsområdena. Vintertid förekommer arten utöver de sydligare häckningsområdena även i Afrika, södra Centralasien, Sydostasien, Mellan- och Sydamerika, och på öar i Stilla havet. Den har till och med vid några få tillfällen vintertid observerats i Australien. Områden där den lokalt förekommer året runt är bland i Storbritannien, utmed i västra Västeuropa, i Italien, runt Svarta havet, i västra Nordafrika, I södra USA och utmed Nordamerikas västkust.

### Förekomst i Sverige
Den häckar över stora delar av Götaland, Svealand och längs Norrlandskusten, men är övervägande sällsynt och lokalt förekommande. Vanligast är den på Öland och Gotland.

### Systematik
Arten beskrevs första gången taxonomiskt 1758 av Carl von Linné i hans verk Systema naturae under sitt nuvarande vetenskapliga namn. Som andra simänder har den traditionellt placerats i släktet Anas, men DNA-studier visar att skedanden tillsammans med exempelvis årta och några andra arter utgör en tydligt åtskild klad inom detta släkte. Denna klad kan möjligen stå närmare de sydamerikanska andarterna i släktena Tachyeres, Speculanas, Lophonetta och Amazonetta än resten av Anas. De allra flesta internationella taxonomiska auktoriteter bryter därför ut skedanden med släktingar till det egna släktet Spatula. Svenska BirdLife Sveriges taxonomikommitté följde efter 2022.
Trots sitt mycket stora utbredningsområde accepteras inga föreslagna underarter. Fossil av en mycket liknande and har återfunnits från tidig pleistocen i Dursunlu, Turkiet. Det är oklart hur dessa fåglar är besläktade med dagens skedand. Det vill säga om det rör sig om en annan art, en förhistorisk underart, eller om skillnaderna beror på individuella vaiationer.

## Ekologi
Skedanden förekommer i öppen, näringsrik våtmark, med tillgång till tät skyddande vegetation, som fuktiga gräsmarker, grunda slättsjöar, träsk och kärr. Den är inte lika social, utanför häckningsperioden, som många andra simänder, och tenderar att bilda mindre flockar eller uppträda i par. Den födosöker genom att "beta" vattenvegetation, ofta genom att svänga näbben från sida till sida. Den äter även blötdjur och insekter under häckningsperioden.

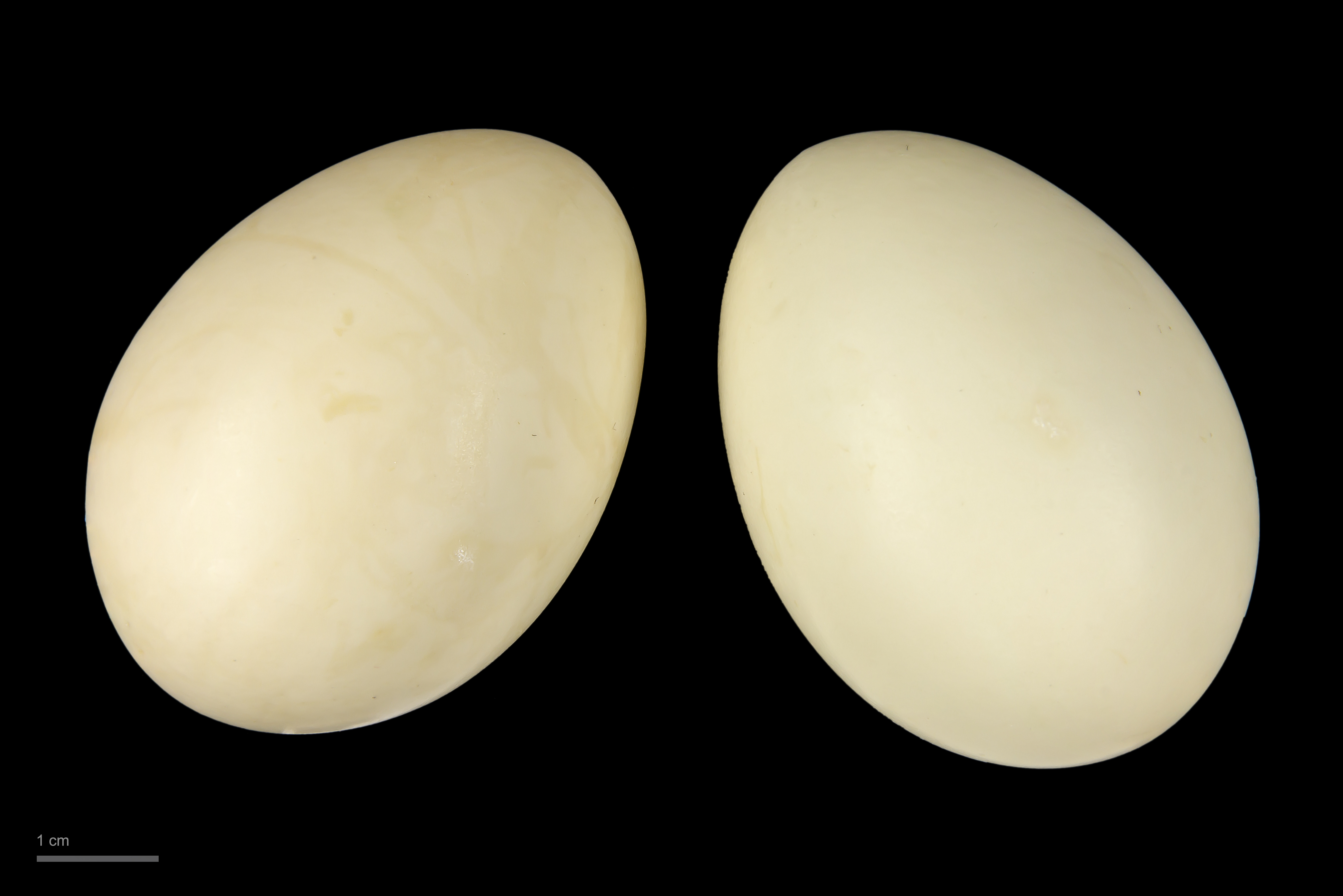
Ägg från skedand

Boet är en grund fördjupning i marken, som fodras med växtmaterial och dun, ofta i närheten av vatten. Den börjar häcka tidigt, i de norra områdena strax efter islossningen. Den lägger i genomsnitt nio till elva ägg, men kullar med sex till 14 ägg har observerats, som honan ruvar i 22–26 dagar. Honan tar sedan ensam hand om ungarna som blir flygga efter 40–45 dagar.

## Skedanden och människan

### Status och hot
Arten har ett stort utbredningsområde och en stor population, men tros minska i antal, dock inte tillräckligt kraftigt för att den ska betraktas som hotad. Internationella naturvårdsunionen IUCN kategoriserar därför arten som livskraftig (LC). I Nordamerika ökar bestånden, medan de är stabila i Europa. Världspopulationen uppskattas till mellan 4,3 och 4,7 miljoner vuxna individer, varav det i Europa tros häcka 170 000–233 000 par.

#### Status i Sverige
Skedanden har omväxlande de senaste 20 åren listats som livskraftig och nära hotad i Artdatabankens rödlista. I listan från 2020 anses den återigen vara nära hotad efter uppskattningar som visar att arten minskar allt kraftigare i antal. Antalet reproduktiva individer uppskattas till 3 800.

### Namn
Sitt namn har den fått av sin stora platta näbb som ser ut som en sked. Den har även kallats läffeland och slevtrut.